# 3e corps d'armée (Empire allemand)
Le 3e corps d'armée est une grande unité de l'armée prussienne dont le quartier général était basé à Berlin.

## Histoire

### Guerre franco-allemande de 1870/71

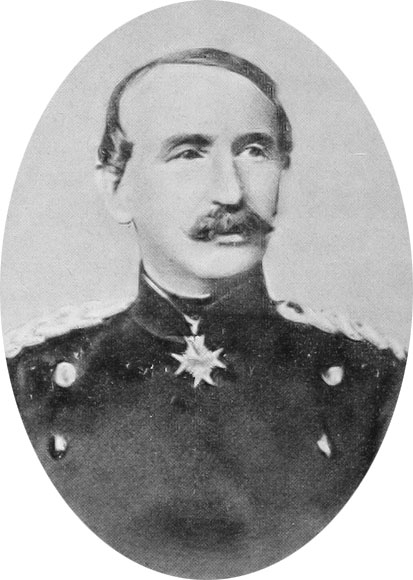
Constantin von Alvensleben

En 1870, le corps fait partie de la IIe armée allemande et est incorporé le 28 juillet, en même temps que le Xe corps d'armée dans la région de Bingen am Rhein. Lors de la progression vers la Sarre, Neunkirchen est atteint le soir du 5 août et le premier grand engagement a lieu le 6 août 1870 lors de la bataille de Spicheren. Après avoir occuper Sarrebruck sans combat ce jour-là, la 14e division d'infanterie du 7e corps s'embourbe sur les hauteurs de Spicheren. Le IIIe corps reçoit l'ordre de venir immédiatement en aide au général von Kameke avec la 5e division (lieutenant-général von Stülpnagel). La 9e brigade sous les ordres du général-major von Döring arrive en tête de la division à Winterberg, et le 48e régiment d'infanterie prend d'assaut un retranchement à l'est de la forêt de Gifert. Après l'arrivée de la 10e brigade (Generalmajor von Schwerin), le mont Forbach est pris. Le 13 août, le corps d'armée atteint Remilly en progressant dans la région au sud de Metz et se déplace ensuite vers le nord.

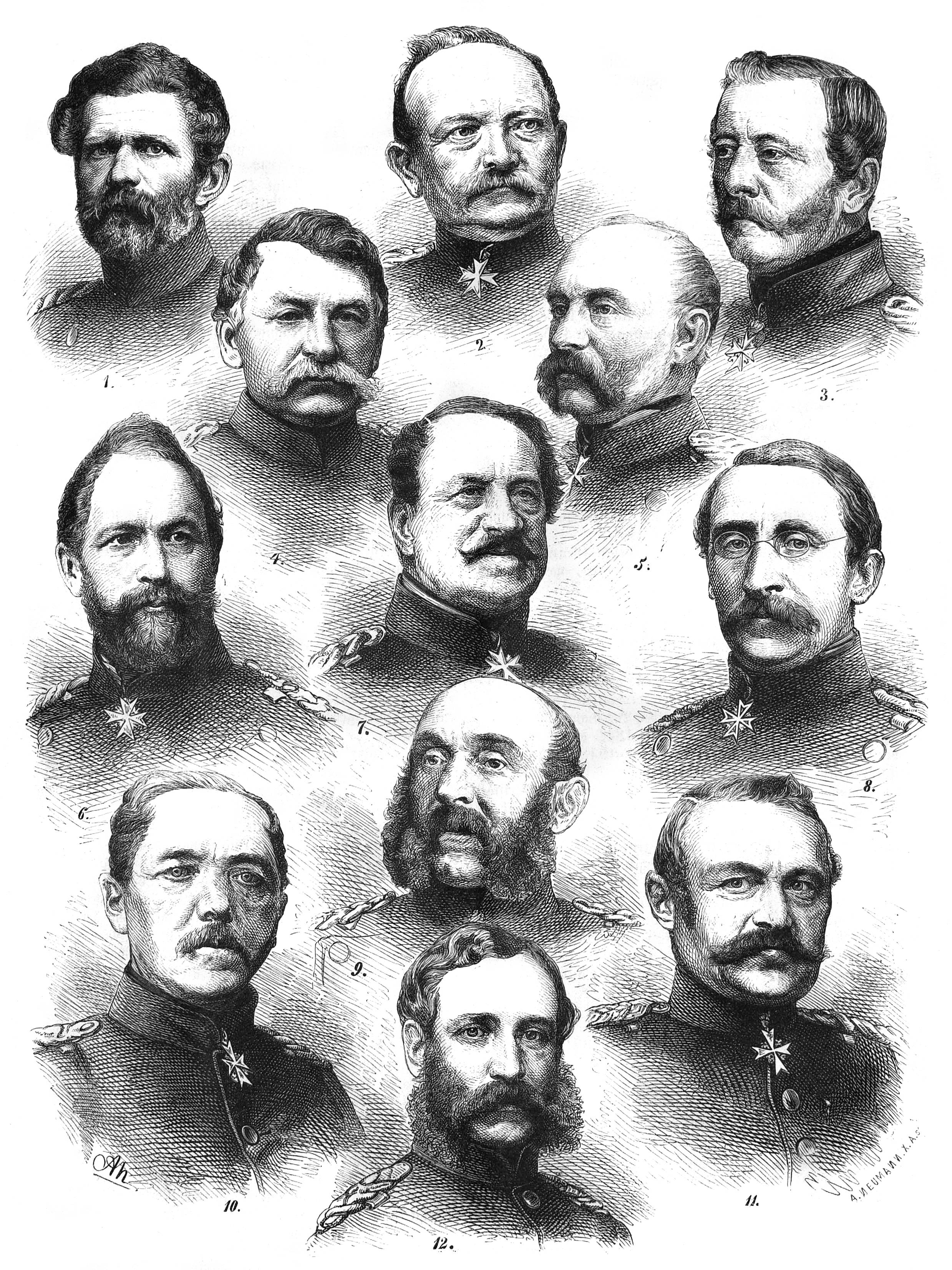
Les généraux commandant les corps d'armée allemands pendant la guerre de 1870/71 : I. Edwin Freiherr v. Manteuffel. - II. Eduard Friedrich v. Fransecky. - III. Constantin v. Alvensleben. IV. Gustave v. Alvensleben. - V. Hugo Ewald v. Kirchbach. - VI : Wilhelm v. Tümpling. - VII Heinrich Adolph v. Zastrow. - VIII. August v. Goeben. - IX. Gustav v. Manstein. - X. Constantin Bernhard v. Voigts-Rhetz. - XI. Julius v. Bose. - XII. Le prince héritier Albert de Saxe

Le 14 août, le 3e corps prussien reçoit l'ordre de franchir la Moselle à Novéant et Champey. Il est renforcé à cette occasion par la 6e division de cavalerie. Le 16 août, le corps se distingue particulièrement à la bataille de Mars-la-Tour. Il a mène une avance sur la route de Metz-Verdun via Gorze et Onville et rencontre trois corps français complets en direction de Rezonville. Le 2e corps français chasse la cavalerie allemande de Vionville et occupe la crête vers Gorze ainsi que le village de Flavigny. Vers 10 heures, les cavaliers allemands reçoivent le renfort des 5e et 6e divisions qui arrivent sur le champ de bataille depuis Gorze et Onville. Le général Constantin von Alvensleben ordonne immédiatement à l'infanterie d'attaquer. Il pense n'avoir plus que l'arrière-garde ennemie devant lui. À midi, la 12e brigade sous les ordres du colonel von Bismarck (qui est tué) a repris la localité de Flavigny, tandis que l'artillerie de la division agit contre la localité de Rezonville
La 6e division (lieutenant-général von Buddenbrock) progresse vers le nord jusqu'à Tronville, puis oblique partiellement vers l'est en direction de la 5e division et s'empare de Vionville vers 11 h 30. Les deux divisions allemandes se sont ainsi rejoints entre les localités de Vionville et Flavigny, réduisant ainsi le risque que les deux divisions soient séparées. C'est dans ces positions que les unités allemandes, sans renforts significatifs, doivent se maintenir tout l'après-midi face à un adversaire supérieur en nombre. Le corps d'armée, largement inférieur en nombre, empêche la retraite française vers l'ouest en s'emparant de Vionville. C'est principalement le 3e corps qui stoppe le départ de l'armée du Rhin et permet plus tard l'enfermement de 180 000 dans la forteresse de Metz.
Deux jours plus tard, le 18 août, le corps d'armée s'engage également dans la bataille de Gravelotte en passant par Saint-Marcel et reste ensuite sur la rive gauche de la Moselle. Le commandant en chef de la 2e armée, Frédéric-Charles de Prusse, obtient la reddition de la forteresse de Metz avant le 26 octobre. Après la fin du siège de Metz, le 3e corps se déplace à marches forcées dans la région entre Paris et Orléans.
L'attaque de l'armée de la Loire pour désenclaver (en) Paris peut être stoppée sur l'aile gauche allemande lors de la bataille de Beaune-la-Rolande. À cette occasion, le corps vient en aide au 10e corps (Voigts-Rhetz) juste à temps pour transformer la défaite imminente en victoire le 28 novembre. Lorsque les attaques françaises sont stoppées, le 3e corps passe lui-même à l'attaque avec les autres formations de l'armée de Frédéric-Charles de Prusse. Après la prise d'Orléans le 4 décembre, l'armée française de la Loire est à nouveau battue à Beaugency le 10 décembre. Le 9 janvier 1871, le 3e corps se dirige vers l'ouest en deux colonnes, la 6e division rencontre une forte résistance devant Artenay, la 5e division est arrêtée par l'ennemi à Saint-Mars-de-Locquenay. Le 10 janvier, la 11e brigade combat près de Changé, et la 10e brigade, qui arrive de Paris, se heurte aux troupes ennemies près des châteaux de Raison et de La Paillerie. Lors de la bataille du Mans, le 3e corps est au centre de l'attaque allemande et participe à la prise de la ville le 12 janvier.

### Première Guerre mondiale

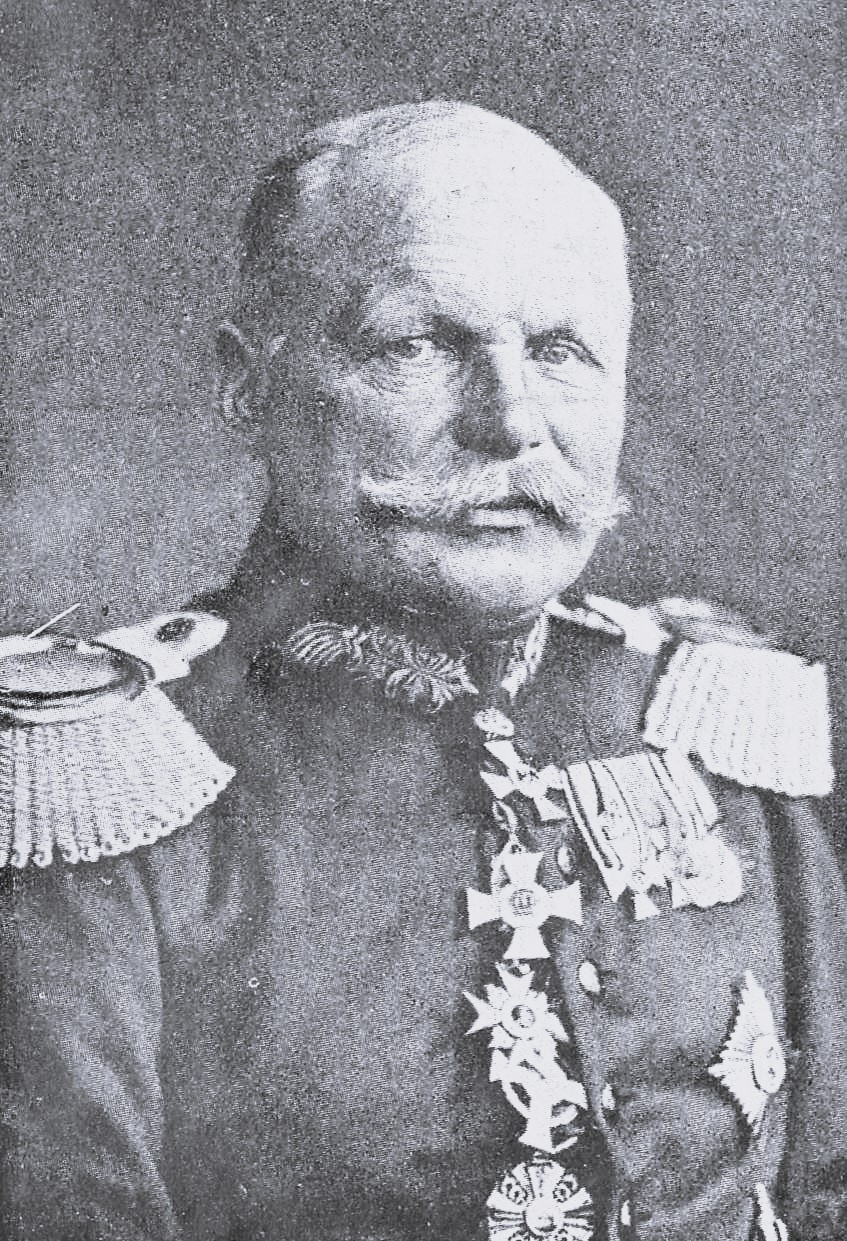
General der Infanterie Ewald von Lochow

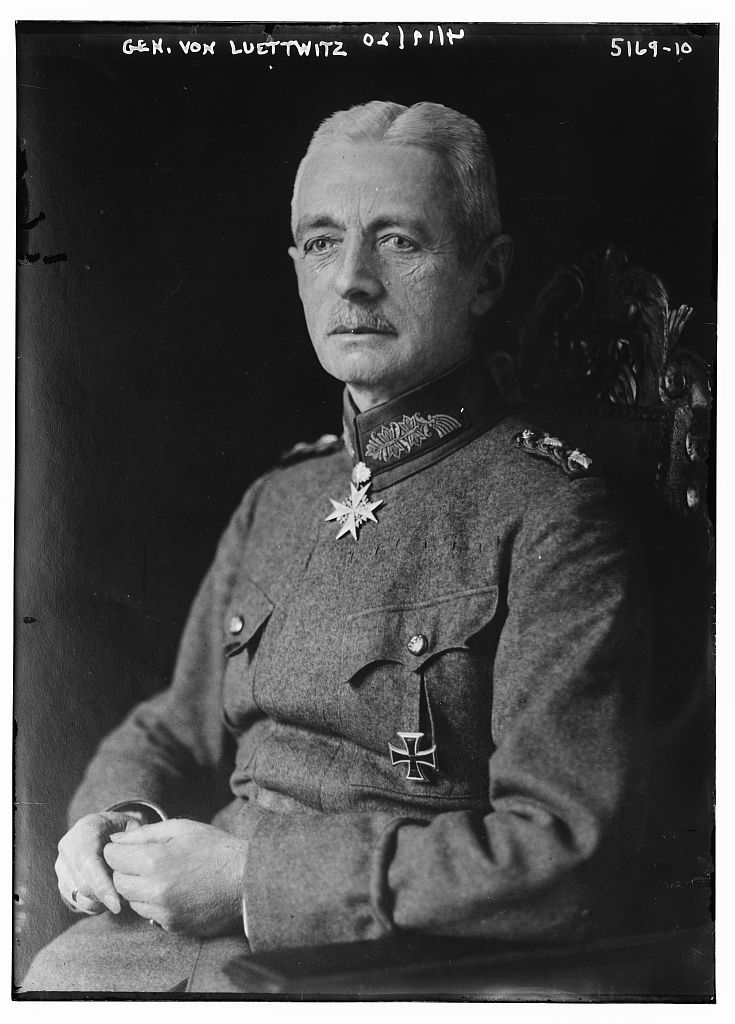
General der Infanterie Walther von Lüttwitz

Au début de la guerre en 1914, le corps d'armée est dirigé par le général d'infanterie Ewald von Lochow, le chef d'état-major général étant le lieutenant-colonel Hans von Seeckt. La progression à travers la Belgique s'effectue au sein de la 1re armée. Après un premier contact avec l'ennemi à Tirlemont, la progression se poursuit en direction de Saint-Quentin, dans le nord de la France. Le 23 août 1914, le corps d'armée porte l'essentiel de la charge contre les Britanniques lors de la bataille de Mons. À droite du 9e corps d'armée, il doit se diriger vers Saint-Ghislain et Jemappes contre le canal Mons-Condé. La 5e division sous les ordres du général Georg Wichura peut prendre d'assaut Tertre, mais reste au sud de celui-ci ; une autre partie peut franchir le canal à Wasmuël. La 6e division du général Richard Herhudt von Rohden, qui attaque directement en face de Jemappes, ne peut d'abord pas avancer, ce n'est que le soir qu'elle atteint Frameries. Après d'âpres combats, la 6e division se dirige le 24 août vers Warquignies, la 5e division s'est emparée de Saint-Ghislain et a percé vers le sud en passant par Hornu. L'armée progresse ensuite vers la Marne en passant par Le Cateau et Saint-Quentin.
Le 5 septembre au soir, le 3e corps atteint la ligne Cerneux-Courgivaux. Le 9e corps d'armée assure les passages du Grand Morin sur la ligne Esternay-Neuvy. Les 2e et 4e corps, qui avancent à droite, se placent à l'arrière. À l'est, le 4e corps se repose autour d'Amillis. Le corps de cavalerie von der Marwitz atteit Courtacon. L'aile gauche de la 1re armée, les 3e et 9e corps d'armée, combattent lors de la bataille de la Marne. la 5e armée française le 6 septembre à Cerneux-Montceaux. La cavalerie de l'armée allemande prend le relais après le départ du 4e corps qui se diriget vers Le Qurcq.
Après que le 4e Corps ait évacué le plateau de Rebais, les 3e et 9e corps forment une nouvelle ligne de front à l'ouest, entre Montolivet et Montmirail. Après le retrait du 9e corps le 8 septembre à l'ouest de Mareuil sur le flanc nord de la bataille de l'Ourcq, puis la retraite du 7e corps face aux attaques françaises à Montmirail, la situation de la 5e division, exposée dans la région de Rebais, devient également menacée. Le 9 septembre, la 1re armée reçoit l'ordre de se replier vers l'Aisne via la Marne et Villers-Cotterêts. La bataille de l'Aisne suit la retraite. Le 3e corps occupe avec la 5e division les hauteurs de Condé et avec la 6e division la région autour de Nanteuil-la-Fosse. Ils repoussent avec succès les attaques ennemies et passe fin septembre à la guerre de positions. Après le retrait des troupes britanniques vers les Flandres, une contre-attaque allemande a lieu le 30 octobre, au cours de laquelle la tête de pont nord, désormais tenue par les troupes françaises, est éliminée à Vailly.
Du 8 au 14 janvier 1915, le 3e corps repousse les puissantes attaques françaises au nord de l'Aisne lors de la bataille de Soissons et passe à la contre-attaque avec succès. Le commandement général du 3e corps, spécialisé dans les contre-attaques, prend ensuite en charge à la mi-mai et pour un mois la direction des opérations lors de la bataille de Lorette : trois sections de corps sont formées au sein du groupe d'armées Lochow nouvellement constitué : à droite, le 14ecorps d'armée avec la fraîche 117e division et la 85e brigade de réserve. Le 8e corps d'armée avec la 58e et la 115e division défend le tronçon entre Carency et la route d'Arras à Lens, tandis que le 1er corps de réserve bavarois avec la 1re division de réserve bavaroise et la 52e brigade d'infanterie défend les positions de la route jusqu'à la rivière Scarpe.
Début octobre 1915, le 3e corps est transféré sur le front sud-est et affecté à la 11e armée pour la campagne de Serbie. Avec la 6e division et la 25e division de réserve qui lui étaient subordonnées, le corps effectue la traversée du Danube à Semendria. Fin octobre et début octobre, Kragujevac est atteint et les Serbes sont poursuivis jusqu'à la Morava.
Fin novembre, le corps d'armée estreplié sur le front ouest et à partir du 21 février 1916, il est engagé dans la bataille de Verdun. Épuisées par les durs combats dans la forêt de la Caillette et autour du village et du fort de Vaux, les 5e et 6e divisions sont retirées du front d'attaque devant Douaumont à la mi-mars. Entre le 5 et le 27 octobre 1916, le corps d'armée se trouve en réserve dans la Somme, puis il y a des combats de position en Argonne jusqu'en février 1917.
Le 26 avril 1917, le 14e corps d'armée, épuisé, est extrait à l'est de Reims pendant la bataille de l'Aisne. Le 3e corps prend en charge, en tant que groupe Prosnes, l'aile gauche de la 1re armée dans la région des deux côtés de Moronvilliers et se voit également attribuer les 223e et 23e divisions d'infanterie. La 242e division d'infanterie, nouvellement subordonnée, commence le 14 mai à prendre la relève de la 223e division d'infanterie. Après la fin de la bataille, fin mai 1917, les 13e, 51e et 54e divisions de réserve sont rattachées au commandement général. Le corps reste en Champagne jusqu'en février 1918.
En mars 1918, le corps passe dans le secteur de la 18e armée et participe à l'offensive du printemps sur la Somme entre Bellenglise et le nord de Saint-Quentin. Les 28e, 88e et 113e divisions d'infanterie sont subordonnées au corps Lüttwitz, qui gagne la forêt de Holnon et pénètre dans la Somme jusqu'au 24 mars. Début avril, le front se raidit sur l'Avre dans la région au nord de Montdidier. Le 8 août, la défaite du corps d'armée voisin (51e corps), situé plus au nord, dans la région au sud-est d'Amiens, rend la retraite nécessaire. À ce moment-là, la 24e division d'infanterie et la 25e division de réserve sont subordonnées au corps d'armée en première ligne et la 1re division de réserve en réserve.

## Structure
Le corps est subordonné au dernier état de paix en 1914  :
- 5e division d'infanterie à Francfort-sur-l'Oder
- 6e division d'infanterie à Brandebourg-sur-la-Havel
- Inspection de la Landwehr à Berlin
- 3e bataillon de chasseurs à pied (de) à Lübben
- 3e bataillon du génie von Rauch (1er brandebourgeois) à Spandau
- 2e bataillon du génie brandebourgeois à Custrin
- 3e division du train brandebourgeoise
- 2e bataillon du télégraphe à Francfort et Cottbus

## Commandement
L'autorité de commandement du corps d'armée était le commandement général sous la direction du général commandant.
| Grade                                  | Nom                                       | Date                                 |
| -------------------------------------- | ----------------------------------------- | ------------------------------------ |
| Generalleutnant                        | Friedrich Wilhelm von Bülow               | Avril 1813-2 juin 1814               |
| Generalleutnant                        | Johann Adolf von Thielmann                | Avril 1815 - Octobre 1815            |
| General der Infanterie                 | Bogislav Friedrich Emanuel von Tauentzien | 7 avril 1820 - 20 février 1824       |
| Generalleutnant                        | Guillaume de Prusse                       | 22 mars 1824 - 29 mars 1838          |
| Generalleutnant                        | Adolf Eduard von Thile                    | 30 mars 1838 - 8 mai 1840            |
| Generalleutnant                        | Karl Christian von Weyrach                | 9 mai - 9 septembre 1840             |
| Generalleutnant                        | Karl Christian von Weyrach                | 10 septembre 1840 - 12 novembre 1849 |
| General der Kavallerie                 | Friedrich von Wrangel                     | 13 novembre 1849 - 19 septembre 1857 |
| General der Kavallerie                 | Auguste de Wurtemberg                     | 19 septembre 1857 - 2 juin 1858      |
| General der Infanterie                 | Wilhelm von Radziwill                     | 3 juin 1858 - 30 juin 1860           |
| General der Kavallerie                 | Frédéric-Charles de Prusse                | 1er juillet 1860 - 17 juillet 1870   |
| General der Infanterie                 | Constantin von Alvensleben                | 18 juillet 1870 - 26 mars 1873       |
| General der Infanterie                 | Julius von Groß gen. von Schwarzhoff      | 27 mars 1873 - 17 octobre 1881       |
| General der Infanterie                 | Alexander von Pape                        | 18 octobre 1881 - 20 août 1884       |
| General der Kavallerie                 | Hermann Ludwig von Wartensleben           | 21 août 1884 - 11 juillet 1888       |
| General der Infanterie                 | Walther Bronsart von Schellendorff        | 12 juillet 1888 - 23 mars 1890       |
| Generalleutnant/General der Kavallerie | Maximilian von Versen                     | 24 mars 1890 - 6 octobre 1893        |
| General der Kavallerie                 | Frédéric de Hohenzollern-Sigmaringen      | 7 octobre 1893 - 5 février 1896      |
| Generalleutnant                        | Viktor von Lignitz (de)                   | 6 février - 17 avril 1896            |
| Generalleutnant/General der Infanterie | Viktor von Lignitz                        | 18 avril 1896 - 19 janvier 1903      |
| General der Infanterie                 | Karl von Bülow                            | 27 janvier 1903 - 30 septembre 1912  |
| General der Infanterie                 | Ewald von Lochow                          | 1er octobre 1912 - 24 novembre 1916  |
| Generalleutnant                        | Walther von Lüttwitz                      | 25 novembre 1916 - 11 août 1918      |